# Sub supraveghere
Sub supraveghere (în engleză Surveilled) este un film documentar din 2024 despre modurile insidioase în care viața noastră de zi cu zi este supravegheată de state cu ajutorul unor spyware ca Pegasus. Este regizat de Matthew O'Neill și Perri Peltz și prezentat de jurnalistul Ronan Farrow. 
Prezintă și spionajul împotriva mișcării de independență catalană. 
O primă vizualizare a avut la Doc NYC⁠(d) în 2024, iar filmul a fost lansat la 20 noiembrie în același an.
Într-un interviu la emisiunea CNN The Lead, găzduit de Jake Tapper, Farrow a promovat filmul denunțând amenințarea pe care o reprezintă pentru publicul larg existența unor programe de spionaj precum Pegasus și a definit operațiunea spaniolă împotriva independenței catalane ca un semn al „democrației care se prăbușește”.